# Hellowoon
Hellowoon ist ein Textadventure mit Grafiken des deutschen Entwicklungsstudios Dragonware, das 1987 vom Publisher Ariolasoft für die Heimcomputer Atari ST, Commodore 64 und Commodore Amiga veröffentlicht wurde. Es gehörte zu seiner Zeit zu den wenigen anspruchsvollen Textadventures, die in deutscher Sprache erstellt wurden.

## Handlung
In der Fantasywelt Boran hatte der böse Zauberer Kronos versucht, den guten König Aaron zu stürzen. Es kam zu einem Kampf zwischen Kronos und Aarons Hofzauberer Gandalf, in dessen Verlauf beide Zauberer den Tod fanden; außerdem zerbrach Gandalfs Zauberstab in zwei Teile. Angesichts des so entstandenen Machtvakuums riss Kronos’ Helfer Hellowoon die Macht in Boran an sich und errichtete ein Terrorregime.
Der Spieler übernimmt die Rolle von Zarrak, Aarons Sohn und regulärer Thronerbe, und muss Hellowoon Einhalt gebieten. Da Zarrak zu Beginn des Spiels an einer Amnesie leidet, muss er zunächst seine Identität herausfinden, bevor er sich an die eigentliche Aufgabe machen kann: Die zwei Teile von Gandalfs Zauberstab finden und vereinen und mit Hilfe von Magie schließlich Hellowoon besiegen.

## Spielprinzip und Technik
Hellowoon ist ein Textadventure, das heißt, Umgebung und Geschehnisse werden als Bildschirmtext ausgegeben und die Visualisierung obliegt zum größten Teil der Fantasie des Spielers. Im Gegensatz zu klassischen Textadventures, die über keinerlei grafische Ausschmückung verfügen, wartet Hellowoon mit einem Bild der jeweiligen Umgebung auf. Gesteuert wird das Spiel über als Imperativ formulierte Tastatureingaben („nimm schwert“), die von einem Parser zerlegt, analysiert und abgearbeitet werden.

## Produktionsnotizen
Designer Guido Henkel, der später als Designer für die Spieleserie Das Schwarze Auge: Die Nordland-Trilogie und als Produzent für Planescape: Torment verantwortlich zeichnete, fungierte bei seinem gemeinsam mit Uwe Matthäus erstellten, kommerziellen Erstlingswerk Hellowoon auch als Programmierer. Als Inspiration diente Henkel das 1979 veröffentlichte Adventure The Count von Scott Adams. Er bot das von ihm zunächst in Englisch, ohne Grafiken und nur für den Atari ST konzipierte Spiel dem Tronic-Verlag an, der es allerdings ablehnte. Ein Jahr später erfolgte, nachdem die Spieltexte ins Deutsche übersetzt und Grafiken ergänzt wurden sowie der Parser an die deutsche Sprache angepasst wurde, eine Veröffentlichung durch den Gütersloher Publisher Ariolasoft; Portierungen für den Amiga und den C64 folgten. Als Honorar erhielt Henkel von der Bertelsmann-Tochter Ariolasoft 20.000 D-Mark.
Der (unüblicherweise quadratischen) Spielverpackung von Hellowoon lag eine im Stil eines Märchens gehaltene Kurzgeschichte bei, die die Vorgeschichte des Spiels skizzierte.

## Rezeption
Manfred Kleimann lobte in der ASM die „exzellenten Grafiken“ und das „reichhaltige Vokabular“ und konstatierte, Hellowoon gehöre „zu den wertvollsten Programmen dieses Genres“. Stephan König hob im Atari-Magazin hervor, dass Hellowoon trotz der im Vergleich zum Englischen schwierigeren deutschen Sprache „hervorragend gelungen“ sei, und bewertete das Spiel als „absoluten Tophit“. Werner Hiersekorn hielt im Amiga Joker im Rahmen eines Reviews eines anderen Dragonware-Spiels fest, Hellowoon habe deutschsprachigen Textadventures „mit Klasse“ den Weg bereitet.